# Méticuleuse
Phlogophora meticulosa
Espèce
La Méticuleuse ou Craintive, Phlogophora meticulosa, est une espèce de lépidoptères nocturne de la famille des Noctuidae.

## Dénomination
Phlogophora meticulosa a été nommé par Carl von Linné en 1758.

### Synonyme
Phalaena meticulosa Linnaeus, 1758.

### Noms vernaculaires
La Méticuleuse se nomme Angle Shades en anglais et Achateule en allemand.

## Description
L'adulte, une noctuelle de 40 à 47 mm d'envergure, possède des ailes antérieures souvent de couleur bois de rose. Au milieu de l'aile se trouve un grand triangle olivâtre, dont la base est localisée sur la partie médiane de la côte supérieure et dont le sommet atteint la côte inférieure. La bordure des ailes est olivâtre. Les régions olivâtres sont parfois remplacées par du rouge-brun (photo). Les ailes postérieures sont d'un brun clair rosé. Le thorax porte des coussins de poils hérissés.

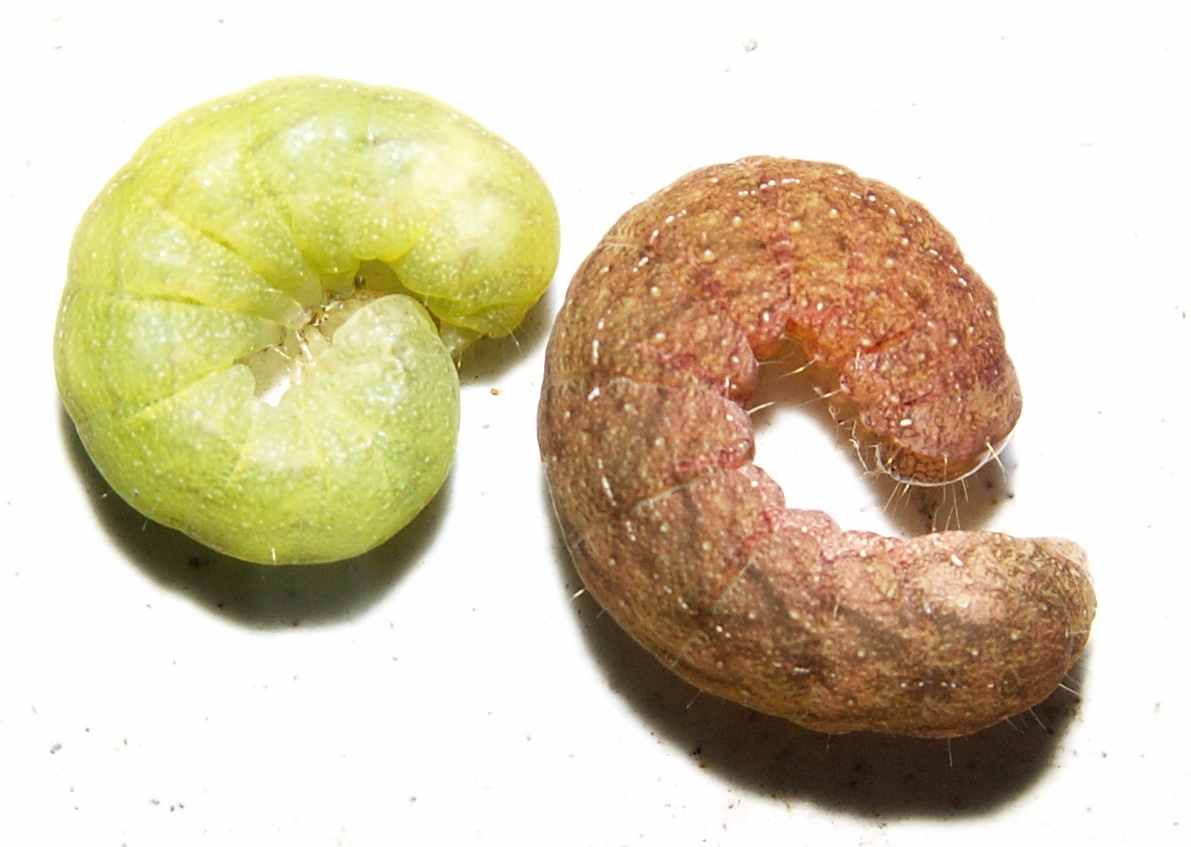
Chenilles

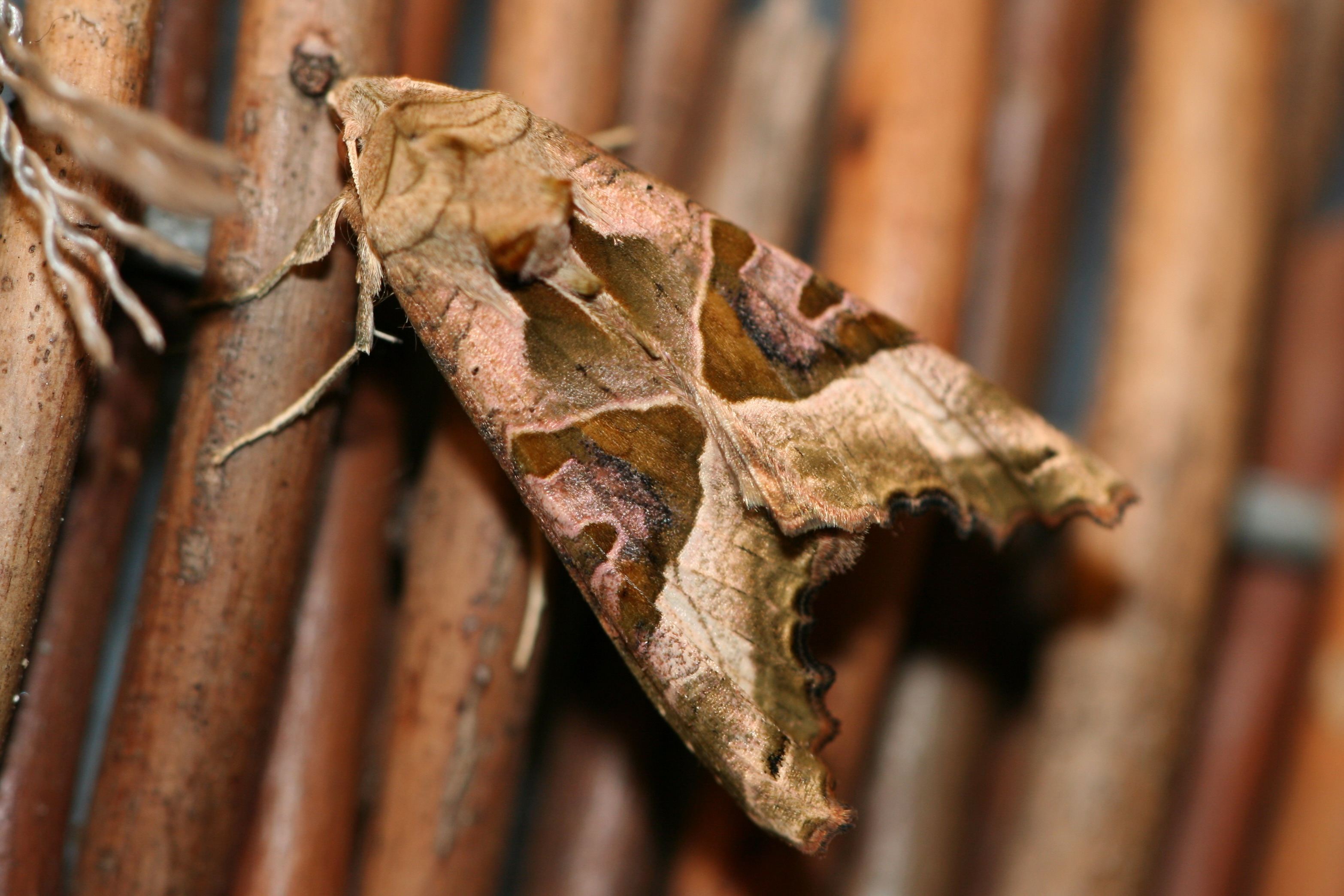
Phlogophora meticulosa

### Chenille
Les chenilles se parent de couleurs très variables. On distingue une forme verte et une forme brun-rouge. La tête est de couleur claire. Chaque segment porte dorsalement des chevrons dirigés vers l'avant et deux bandes latérales de couleur claire.

## Biologie
Les chenilles hivernent. Fin mars-début avril, les chenilles, de mœurs nocturnes, montent sur les ceps pour se nourrir des bourgeons en phase de gonflement (stade B). Phlogophora meticulosa est une espèce des plus nuisibles dans les vignobles de la Suisse romande et du Tessin. Des modifications des conditions climatiques ou des méthodes culturales (désherbage, paillage) influencent le niveau des populations.

### Période de vol et hivernation
L'imago est présent du mois de mai au mois de novembre.

### Plantes hôtes
Elles sont nombreuses, les chenilles sont très polyphages et se nourrissent de plantes basses, de poacées (graminées) et d'autres plantes herbacées, spécialement Lamium album,.

## Écologie et distribution
Elle est présente dans toute l'Europe. Elle réside dans presque tous les départements de France métropolitaine.
C'est une espèce migratrice.

### Biotope
Cette espèce réside notamment dans les vignobles.